# Federico Di Palma
Federico Di Palma (Grottaglie, 17 gennaio 1869 – Roma, 13 aprile 1916) è stato un giornalista, dirigente sportivo e politico italiano.

## Biografia
Nato a Grottaglie,  rappresentò Taranto in parlamento nelle tre legislature dal 1903 al 1913. Nei primi anni di vita si dedicò anche all'attività giornalistica, trattando preferenzialmente argomenti riguardanti la Marina mercantile e la Marina militare. Tale esperienza si rivelò utile durante l'attività parlamentare: divenne, infatti, membro della Giunta generale del Bilancio, relatore del bilancio della Marina, vice presidente del Consiglio superiore della Marina, oltre che commissario per l'esame e relatore di numerosi disegni di legge.
Si dedicò particolarmente ai problemi di carattere strategico-militare della sua città d'origine, studiando soluzioni anche molto creative e propugnandone in sede nazionale con autorità ed energia la realizzazione; fu anche molto attivo nella difesa degli interessi di Taranto circa i diritti di pesca nel Mar Piccolo. I suoi due progetti più famosi ma mai realizzati riguardarono lo scavo di un secondo canale navigabile tra la zona di Montegranaro e il secondo seno del Mar Piccolo e quello di un canale navigabile tra Taranto e Brindisi. De Palma proponeva di realizzare un canale simile a quello di Kiel in Germania.
Nel febbraio 1913 fu eletto presidente della sezione sportiva della S.P. Lazio.
Nel 1915 fu direttore della "Rivista Navale" e collaborò con l'"Illustrazione italiana".
La sua morte avvenne nel corso della prima guerra mondiale, in seguito ad un grave malanno che lo colpì mentre serviva in Cadore quale tenente del Genio dell'Aviazione.
Oggi una delle più famose vie di Taranto porta il suo nome.